# Cribrorobulina
Cribrorobulina es un género de foraminífero bentónico de la subfamilia Lenticulininae, de la familia Vaginulinidae, de la superfamilia Nodosarioidea, del suborden Lagenina y del orden Lagenida. Su especie tipo es Robulina serpens. Su rango cronoestratigráfico abarca desde el Mioceno hasta la Actualidad.

## Clasificación
Cribrorobulina incluye a las siguientes especies:
- Cribrorobulina clericii
- Cribrorobulina serpens
- Cribrorobulina taustoma